# Hoành Bồ
Hoành Bồ là một phường thuộc tỉnh Quảng Ninh, Việt Nam.

## Địa lý
Phường Hoành Bồ cách trung tâm thành phố Hạ Long khoảng 15 km về phía tây bắc, có vị trí địa lý:
- Phía đông giáp xã Lê Lợi
- Phía tây và phía bắc giáp xã Sơn Dương
- Phía nam giáp phường Việt Hưng.

Phường Hoành Bồ có diện tích 12,24 km², dân số năm 2018 là 10.858 người, mật độ dân số đạt 887 người/km².

## Lịch sử
Phường Hoành Bồ trước đây vốn là thị trấn Trới, thị trấn huyện lỵ huyện Hoành Bồ.
Làng Trới xưa nằm gần cửa Vạn Yên, dọc bờ suối Váo. Thị trấn Trới được thành lập vào tháng 3 năm 1957, ban đầu chỉ có phần đất của phố Trới và làng Trới, dân cư có vài trăm hộ chủ yếu là người Hoa và người Kinh. Trới lúc này thuộc khu Hồng Quảng.
Ngày 12 tháng 2 năm 2015, Bộ Xây dựng ban hành Quyết định số 211/QĐ-BXD về việc công nhận thị trấn Trới là đô thị loại IV.
Ngày 17 tháng 12 năm 2019, Ủy ban thường vụ Quốc hội ban hành Nghị quyết số 837/NQ-UBTVQH14 về việc sắp xếp các đơn vị hành chính cấp huyện, cấp xã thuộc tỉnh Quảng Ninh (nghị quyết có hiệu lực từ ngày 1 tháng 1 năm 2020). Theo đó:
- Sáp nhập toàn bộ diện tích và dân số của huyện Hoành Bồ vào thành phố Hạ Long
- Thành lập phường Hoành Bồ thuộc thành phố Hạ Long trên cơ sở toàn bộ 12,24 km² diện tích tự nhiên và 10.858 người của thị trấn Trới.

Ngày 31 tháng 3 năm 2020, đổi tên 10 khu phố: 1, 2, 3, 4, 5, 6, 7, 8, 9, 10 thuộc phường Hoành Bồ thành 10 khu phố có tên tương ứng với từ "Trới" đứng đầu.

## Hành chính
Phường Hoành Bồ được chia thành 10 khu phố: Trới 1, Trới 2, Trới 3, Trới 4, Trới 5, Trới 6, Trới 7, Trới 8, Trới 9, Trới 10.

## Kinh tế - xã hội

### Kinh tế
Tổng mức bán lẻ hàng hoá và doanh thu dịch vụ ước đạt 599 tỷ đồng, tăng 15% so với năm trước; giá trị sản xuất chung ước đạt 380 tỷ đồng, giá trị sản xuất ngành dịch vụ vận tải ước đạt 118 tỷ đồng, tăng 25% so với năm trước. Giá trị sản xuất công nghiệp - xây dựng đạt 96 tỷ đồng (giảm do ảnh hưởng của suy thoái kinh tế). Giá trị sản xuất bình quân hàng năm của ngành công nghiệp - xây dựng tăng 24,8%.

### Văn hóa
Trên địa bàn phường có trung tâm thể thao với diện tích 35.000 m², bao gồm các công trình sân vận động, nhà thi đấu thể thao, sân tennis (theo tiêu chuẩn); 1 trung tâm văn hóa tại khu 6 có quy mô 9.800 m² có hệ thống sân bãi luyện tập thể dục thể thao, Nhà văn hóa trung tâm có quy mô 700 chỗ; có nhà thư viện. Ngoài ra, trên địa bàn phường Hoành Bồ còn có Nhà thi đấu của Trường Cao đẳng nghề mỏ Hồng Cẩm có quy mô 1.000 chỗ ngồi... đáp ứng nhu cầu luyện tập thể thao của nhân dân.
Hệ thống các công trình kỹ thuật hạ tầng đô thị cũng được chú ý đầu tư, nâng cấp, cải tạo. Nhu cầu sử dụng nước sạch trên địa bàn luôn được đáp ứng đầy đủ. Tiêu chuẩn cấp nước sinh hoạt cho khu vực nội thị hiện trạng đạt 120 lít/người, ngày đêm. Đạt 100% dân số khu vực nội thị được cấp nước sạch.
Những năm gần đây, hệ thống công viên cây xanh được đầu tư phát triển mạnh cùng với việc nâng cấp và chỉnh trang đô thị. Hiện trên địa bàn toàn phường có 4 khu cây xanh vườn hoa, công viên là vườn hoa công viên khu vực phía Bắc trường THPT Hoành Bồ tại khu 4, vườn hoa đối diện Bệnh viện Đa khoa Khu vực tại khu 10, vườn hoa phía Tây tại khu 4, Khu cây xanh công viên trong khu đô thị Bắc sông, vườn cây khu vực Nghĩa trang liệt sĩ; ngoài ra còn có các diện tích cây xanh trong khuôn viên các cơ quan, xí nghiệp đóng quân trên địa bàn với tổng diện tích cây xanh toàn phường là 7,19 ha.
Công tác giữ gìn vệ sinh môi trường trên địa bàn phường luôn được quan tâm. Tỷ lệ chất thải rắn khu vực nội thị được gom đạt 95%, được xử lý (chôn lấp hợp vệ sinh) đạt 75%.
Tất cả các khu phố đều có nhà văn hóa được xây dựng từ nguồn vốn hỗ trợ của Nhà nước và đóng góp của nhân dân và đi vào hoạt động có hiệu quả. Các Nhà văn hóa khu phố có hệ thống loa truyền thanh, internet được xây dựng, lắp đặt đến nơi, đáp ứng được nhu cầu hưởng thụ văn hóa của đông đảo người dân. Trong năm 2014, triển khai dự án cải tạo kiến trúc cảnh quan khu vực cầu Trới và dọc 2 bên bờ sông lân cận cầu Trới; cải tạo kiến trúc cảnh quan khu vực cổng chào vào phường và khu vực Nhà văn hóa khu 1; Dự án đầu tư xây dựng vườn hoa khu 7 tại khu vực dốc Đỏ; dự án đầu tư xây dựng cổng trào vào các khu đô thị mới ở khu vực phía Nam.
Phường Hoành Bồ còn là một đội phát triển công nghiệp, tiểu thủ công nghiệp, dịch vụ, du lịch khu vực Tây Bắc thành phố Hạ Long.

## Giao thông
Trên địa bàn phường có 2 cây cầu là Cầu Trới I và II bắc qua con sông Trới, có tỉnh lộ 324 đi Ba Chẽ, tỉnh lộ 326 đi Dương Huy, Cẩm Phả, Quốc lộ 279 đi Bắc Giang và có Cao tốc Hạ Long - Vân Đồn đi qua.

## Hình ảnh

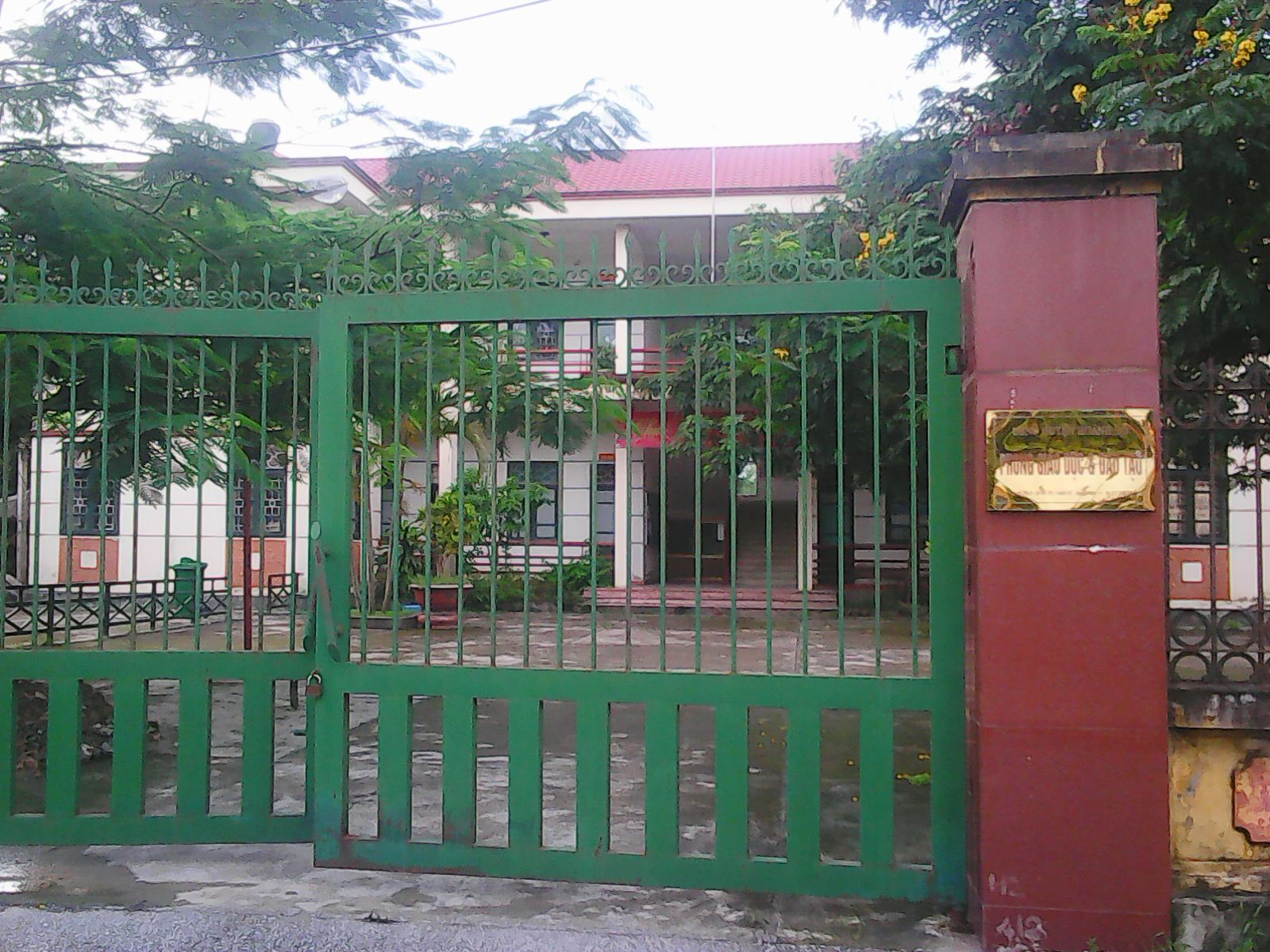
Trụ sở UBND phường Hoành Bồ
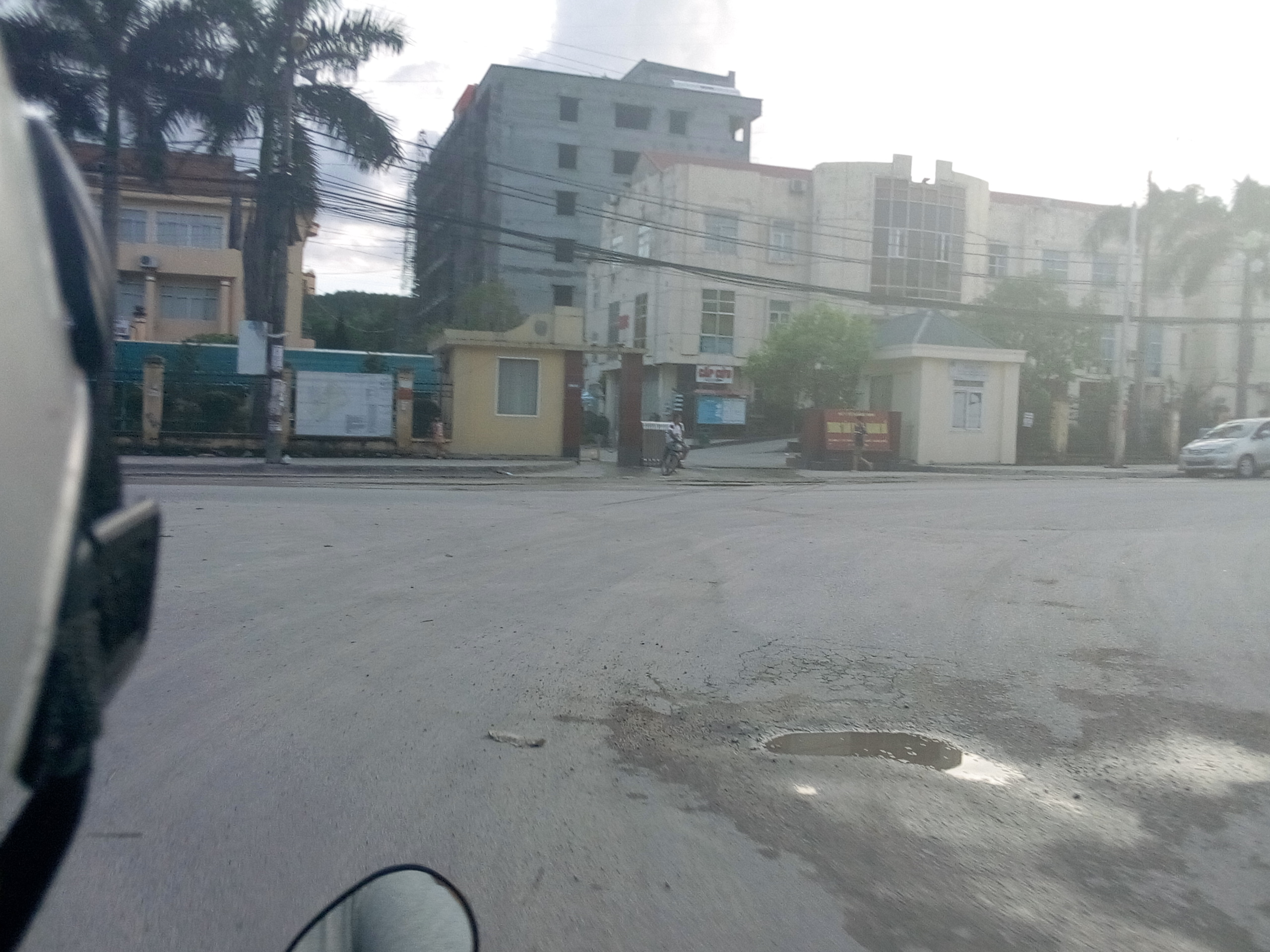
Bệnh viện đa khoa huyện Hoành Bồ (cũ)
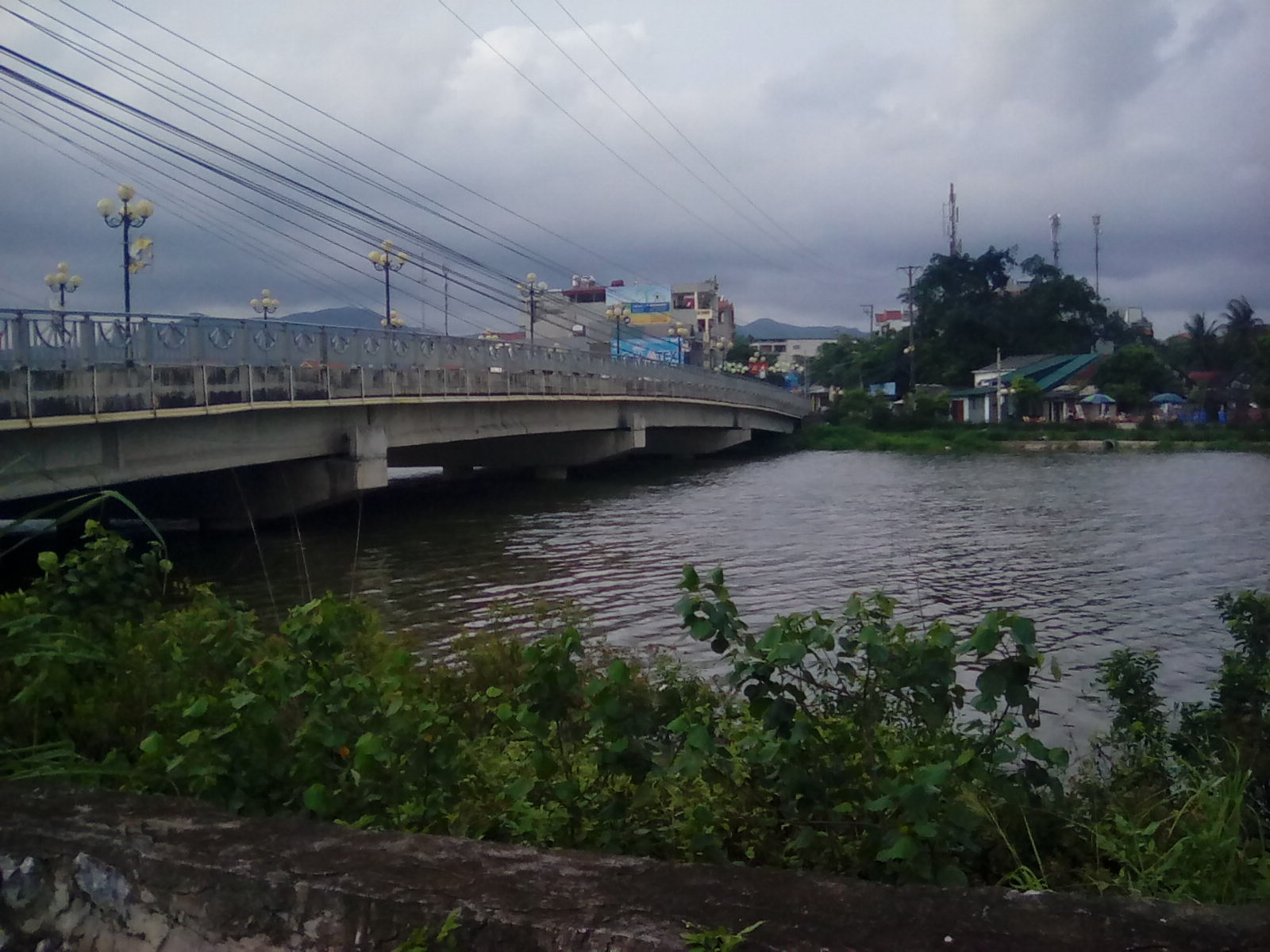
Cầu Trới I